# سیارک ۸۰۷۵
سیارک ۸۰۷۵ (به انگلیسی: 8075 Roero، نامگذاری:1985PE) هشت هزار و هفتاد و پنجمین سیارک کشف شده‌است که در ۱۴ اوت ۱۹۸۵ کشف شد.
قدر مطلق سیارک برابر ۱۲٫۸۰ است.